# رابرت بردلی کاتلر
رابرت بردلی کاتلر (انگلیسی: Robert B. Cutler; ۸ نوامبر ۱۹۱۳ – ۱ سپتامبر ۲۰۱۰) قایقران روئینگ، و معمار اهل ایالات متحده آمریکا بود.